# Zorivka, Bilozerka
Zorivka (în ucraineană Зорівка) este un sat în comuna Nadejdivka din raionul Bilozerka, regiunea Herson, Ucraina.

## Demografie
Componența lingvistică a localității Zorivka
     Ucraineană (88,62%)
     Rusă (10,16%)
     Alte limbi (1,22%)
Conform recensământului din 2001, majoritatea populației localității Zorivka era vorbitoare de ucraineană (88,62%), existând în minoritate și vorbitori de rusă (10,16%).